# Massao Ohno
Massao Ohno (São Paulo, 13 de fevereiro de 1936 – Sorocaba, 11 de junho de 2010) foi um editor, artista gráfico e agitador cultural brasileiro. 
Considerado um dos maiores editores do país, deixou uma marca que influenciou o mercado editorial independente.

## Biografia
Filho de imigrantes japoneses, Massao nasceu em 1936 na capital paulista. Seu pai foi militar em Tóquio e sua mãe era de Hiroshima, sendo o caçula dentre nove irmãos. Formou-se em odontologia na USP, atividade que exerceu por curto período, para logo depois se dedicar integralmente à produção de livros. Casou quatro vezes, teve quatro filhos e sete netos.

## Carreira
Durante cinco décadas foi um dos principais editores independentes do Brasil, muito mais como artista do livro do que como empresário. Foi considerado por especialistas, como o bibliófilo José Mindlin, como um dos principais artistas gráficos brasileiros do livro, tendo inovado em formatos, uso de papéis e cortes especiais, em trabalho meticuloso e artesanal. Foi um dos modernizadores da edição gráfica no país, que até então tinha um aspecto um tanto acadêmico. Produziu até 2010, ano de sua morte. Calcula-se que tenha editado cerca de 800 livros, na maioria esgotados e hoje itens de colecionador.
Começou em meados da década de 50 com um trabalho de estúdio gráfico que naturalmente o transformou em editor, dando forma inicialmente a apostilas e títulos didáticos destinados a estudantes de cursinhos pré-vestibulares, especialmente o Anglo, e faculdades. Possuía uma pequena gráfica na Rua Vergueiro, num casarão que foi demolido para a construção do Centro Cultural São Paulo.
Trabalhava para quem podia pagar e financiava os jovens talentos do próprio bolso a fundo perdido, além de ser muitas vezes ele próprio o profissional gráfico que pilotava as máquinas, para baratear o custo e viabilizar a edição desses novos autores.

## Massao Ohno e os novíssimos
Lançou uma geração literária inteira com a "Coleção Novíssimos" no início da década de 60, incluindo Roberto Piva, Claudio Willer, Álvaro Alves de Faria, Carlos Felipe Moisés, Eduardo Alves da Costa e Eunice Arruda. Junto com a coleção, publicou em 1961 a “Antologia dos Novíssimos”, uma das mais importantes coletâneas de novos poetas da literatura brasileira, um de seus principais trabalhos da primeira fase.

## I Feira Paulista de Poesia e Arte
Massao Ohno foi o idealizador da I Feira Paulistana de Poesia e Arte, realizada no Teatro Municipal de São Paulo nos dias 8, 9 e 10 de novembro de 1976. Incumbiu o poeta Claudio Willer de levar a cabo a tarefa, que inicialmente seria um lançamento coletivo e noite de autógrafos de cerca de 20 autores. Ao longo da empreitada, juntaram-se a ele Augusto Peixoto e Maninha Cavalcante, curadores de artes, e Oswaldo Pepe, profissional de marketing. O evento foi ganhando corpo "e acabou se tornando espetáculo múltiplo, de artes plásticas, música, dança, imprevistos e multidões", nas palavras do próprio Willer. Dentre o vasto elenco de artistas e escritores que mostraram seus trabalhos durante a Feira de Poesia e Arte, estavam Roberto Piva, Alfredo Volpi, Maria Bonomi, Gregório Gruber, Regina Vater, Ivald Granato, o músico Tito Martino e sua Traditional Jazz Band e a Orquestra de Câmara do Municipal, para citar apenas alguns.

## Massao Ohno e Hilda Hilst
Massao foi o principal editor da carreira da escritora Hilda Hilst, logo após seu início e em outros momentos importantes de sua produção. Quando vários dos grandes e médios editores se recusaram a lançá-la em sua dita “fase erótica” – ou “pornográfica”, para alguns – temerosos da polêmica, novamente foi Massao quem mandou imprimir sob seu selo “O Caderno Rosa de Lory Lambi”, que deu novo fôlego à trajetória da autora.

## Outros poetas de renome
Massao Ohno publicou ainda Rubens Rodrigues Torres Filho, Renata Pallottini, Olga Savary, Mário Chamie, Elisa Lucinda, Lindolf Bell, Antonio Fernando De Franceschi, Rodrigo de Haro, Jorge Mautner, Carlos Vogt, Jorge da Cunha Lima, João Scortecci, Celso Luís Paulini, Paulo Marcos Del Greco, Yara Camilo, dentre muitos outros.

## Massao Ohno e a colaboração com outros editores
Ao longo de sua carreira, em diversos momentos, Massao Ohno se associou a outros editores, profissionais do mercado, seus aprendizes ou personalidades da alta sociedade. Alguns dos que co-editaram com Massao foram Roswitha Kempf, Lydia Pires e Albuquerque, Edith Arnhold e João Farkas.
Durante alguns anos, mudou-se para o Rio de Janeiro e trabalhou com Ênio Silveira na então poderosa Editora Civilização Brasileira, foi quando encontrou uma estrutura de comercialização, distribuição e divulgação que complementava seu trabalho de editor e artista gráfico.
Massao ajudou a formar vários profissionais para o mercado, que passaram por seu ateliê como aprendizes, seguiram carreira e ganharam nome na edição de livros ou revistas, como Jiro Takahashi, Ruy Pereira, Robson Breviglieri e João Scortecci, ou mesmo afloraram como artistas visuais, como foi o caso de Tide Hellmeister.
Realizou também uma série de edições para a Aliança Cultural Brasil-Japão, especialmente livros didáticos para a difusão da cultura e da língua nipônicas no Brasil, incluindo o "Dicionário Básico Japonês-Português", provavelmente seu trabalho de maior vendagem. Neste campo, foi um grande divulgador de expressões da poesia japonesa, como hai-kais e tankas.

## Massao Ohno e as artes plásticas
Incorporou obras de Tomoshige Kusuno , Manabu Mabe, Cyro Del Nero, Arcângelo Ianelli, Kazuo Wakabayashi, Aldemir Martins, João Suzuki, Yutaka Toyota, Wesley Duke Lee, Jaguar, Millôr Fernandes, André Boccato, dentre outros artistas, a seus livros, em capas ou ilustrações, promovendo intenso diálogo entre a literatura e as artes visuais. Na década final de sua vida, se utilizou de vários trabalhos da fotógrafa Marjorie Sonnenschein, sua última companheira, incluindo retratos de autores e imagens para capas, além de obras inéditas, como o projeto "Faróis da costa brasileira".

## Massao Ohno e o cinema
Dedicou toda sua carreira às letras, mas militou também no cinema, tendo co-produzido filmes como “Viagem ao fim do mundo” (1967), de Fernando Coni Campos, e o cult “O bandido da luz vermelha” (1968), de Rogério Sganzerla.

## Morte
Massao morreu na madrugada de 11 de junho de 2010, em Sorocaba, aos 74 anos, devido a um câncer de pulmão.